# Votivaxt

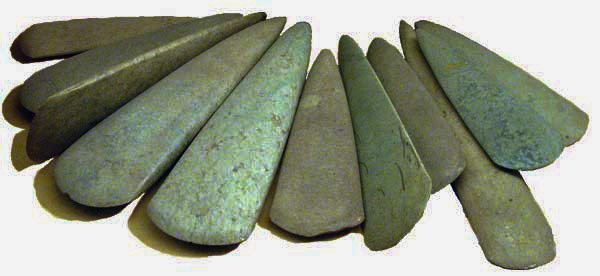
Geschliffene Steinbeile aus Jadeit, Arzon, Bretagne (um 3000 v. Chr.)

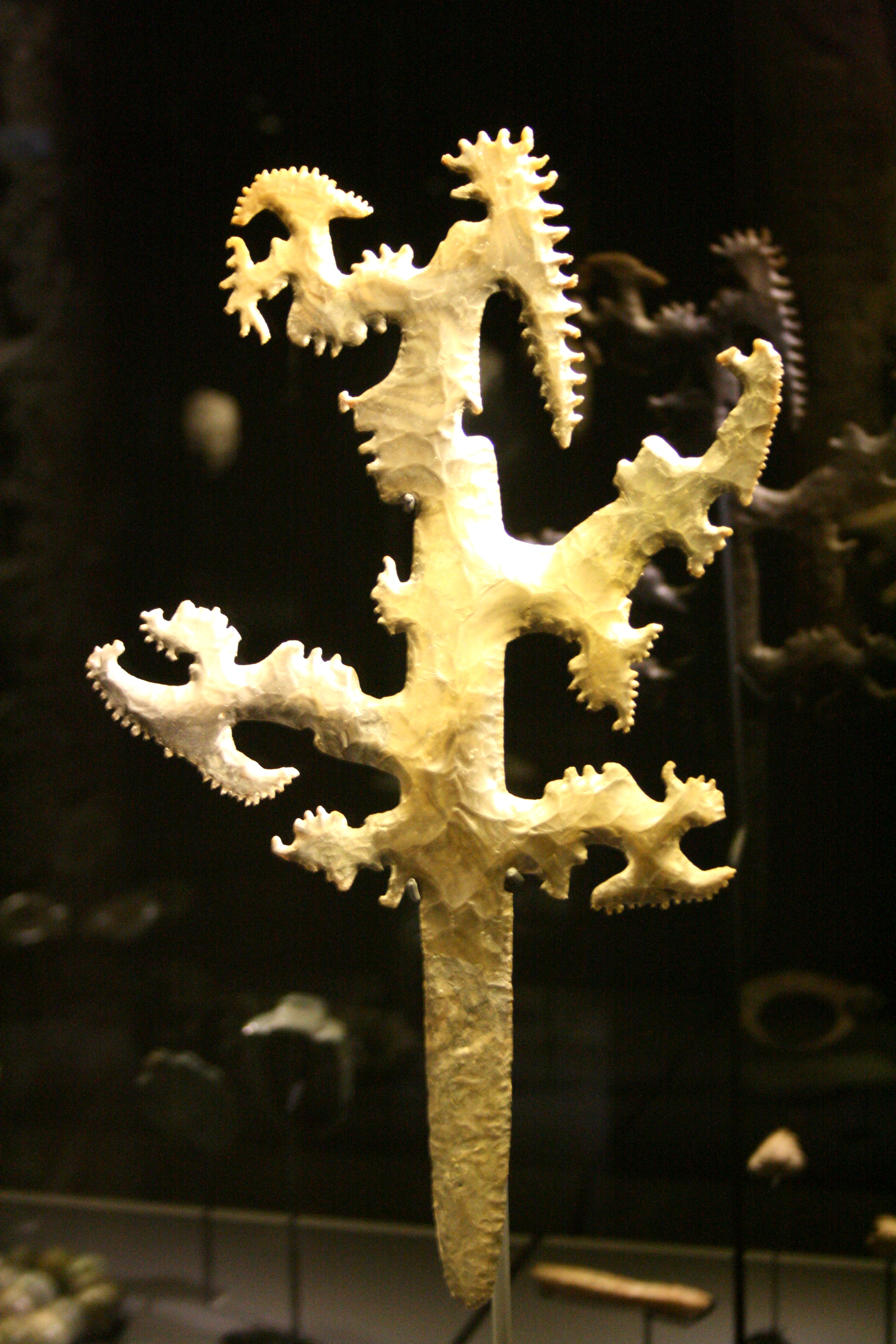
Zeremonialaxt oder -messer aus Feuerstein, Maya, Guatemala
(um 700 n. Chr.)

Eine Votivaxt ist ein nicht als Werkzeug oder Waffe gebrauchter Gegenstand, der ausschließlich zu kultischen Zwecken hergestellt und in einem Kultraum (Höhle, Tempel) niedergelegt wurde. Der Übergang von einer ‚Zeremonialaxt‘ zu einer ‚Votivaxt‘ ist fließend und ergibt sich manchmal aus dem Fundzusammenhang.

## Hintergrund
Ein Beil oder eine Axt ist ein Gegenstand, welcher für die Menschen der Jungstein-, Kupfer- oder Bronzezeit einen großen technischen Fortschritt und einen enormen Zuwachs an Macht über die Natur und über andere Menschen bedeutete. Im Lauf der Zeit wurde ein solcher Gegenstand schließlich selbst zum Zeichen (Symbol) für ‚Stärke‘ und ‚Macht‘.
Es existiert eine Vielzahl von glänzend geschliffene Beilen oder Äxten, die keinerlei Gebrauchsspuren aufweisen und von denen man folglich annehmen muss, dass sie von vornherein nicht zum täglichen Gebrauch bestimmt waren; viele wurden vielleicht noch nicht einmal mit einem Stiel versehen. Der Schluss liegt somit nahe, dass sie ausschließlich bei zeremoniellen Zwecken (z. B. Opferkulten) oder als Macht- bzw. Herrschaftsinsignien Verwendung fanden. Manchmal wurden sie ihren verstorbenen Trägern als Grabbeigaben mitgegeben; andere wurden als Votivgaben den Göttern geweiht und in Tonkrügen oder anderen – meist nicht erhaltenen – Behältnissen in besonderen Kammern oder Räumen niedergelegt (z. B. im Tumulus Mané-er-Hroëk bei Locmariaquer, Bretagne). Viele dieser – oft aus von weither importierten Materialien wie Jadeit, Feuerstein, Obsidian etc. hergestellten – Votiväxte wurden nicht einzeln gefunden, sondern gemeinsam mit anderen als Hortfund entdeckt.